# Lijst van voetbalinterlands Azerbeidzjan - San Marino
Deze lijst van voetbalinterlands is een overzicht van alle officiële voetbalwedstrijden tussen de nationale teams van Azerbeidzjan en San Marino. De landen hebben tot op heden twee keer tegen elkaar gespeeld. De eerste ontmoeting, een kwalificatiewedstrijd voor het Wereldkampioenschap voetbal 2018, werd gespeeld in Serravalle op 4 september 2016. Het laatste duel, de returnwedstrijd in dezelfde kwalificatiereeks, vond plaats op 4 september 2017 in Bakoe.

## Wedstrijden
| № | Plaats     | Datum            | Competitie           | Wedstrijd                 | Uitslag |
| - | ---------- | ---------------- | -------------------- | ------------------------- | ------- |
| 1 | Serravalle | 4 september 2016 | WK 2018 kwalificatie | San Marino − Azerbeidzjan | 0 − 1   |
| 2 | Bakoe      | 4 september 2017 | WK 2018 kwalificatie | Azerbeidzjan − San Marino | 5 − 1   |

## Samenvatting
| Competitie      | Totaal gespeeld | Winst Azerbeidzjan | Gelijk | Winst San Marino | Doelsaldo Azerbeidzjan – San Marino |
| --------------- | --------------- | ------------------ | ------ | ---------------- | ----------------------------------- |
| WK-kwalificatie | 2               | 2                  | 0      | 0                | 6 − 1                               |
| Totaal          | 2               | 2                  | 0      | 0                | 6 − 1                               |

Wedstrijden bepaald door strafschoppen worden, in lijn met de FIFA, als een gelijkspel gerekend.

## Details

### Eerste ontmoeting
| WK 2018 kwalificatie (Serravalle, San Marino, 4 september 2016): |              | |
| San Marino | 0 – 1        | Azerbeidzjan |
| | goals        | 45' Ruslan Qurbanov |
| Pierangelo Manzaroli | bondscoach   | Robert Prosinečki |
| Aldo Simoncini Davide Cesarini Cristian Brolli Davide Simoncini Matteo Vitaioli 86' Mirko Palazzi José Hirsch Luca Tosi Marco Berardi Filippo Berardi 73' Nicola Chiaruzzi 53' | opstellingen | Kamran Ağayev Qara Qarayev Məhəmməd Mirzəbəyov Maksim Medvedev 69' Ruslan Qurbanov 78' Dima Nazarov Rəşad Sadıqov 89' Ağabala Ramazanov Arif Daşdəmirov Rahid Əmirquliyev Əfran İsmayılov |
| Lorenzo Gasperoni 53' Danilo Ezequiel Rinaldi 73' Carlo Valentini 86' | wissels      | 69' Namiq Ələsgərov 78' Emin Mahmudov 89' Ramil Şeydayev |
| Matteo Vitaioli 36' Davide Cesarini 57' | gele kaarten | |
| Cristian Brolli 52' | rode kaarten | |
| - Debuut van Filippo Berardi voor San Marino. - Debuut van Emin Mahmudov en Ramil Şeydayev voor Azerbeidzjan.                                                                  |              | |

AFFA · A-internationals · Bondscoaches · Statistieken · Azerbeidzjaans vrouwenelftal · Azerbeidzjan U21 · Azerbeidzjan U20 · Azerbeidzjan U19 · Azerbeidzjan U18 · Azerbeidzjan U17 · Azerbeidzjan U16
1992 – 1999 ·
2000 – 2009 ·
2010 – 2019 ·
2020 − 2029
1992 · 
1993 · 
1994 · 
1995 · 
1996 · 
1997 · 
1998 · 
1999 · 
2000 · 
2001 · 
2002 · 
2003 · 
2004 · 
2005 · 
2006 · 
2007 · 
2008 · 
2009 · 
2010 · 
2011 · 
2012 · 
2013 · 
2014 · 
2015 · 
2016 · 
2017 ·
2018 ·
2019 ·
2020 ·
2021 ·
2022 ·
2023 ·
2024
Albanië ·
Andorra ·
Bahrein ·
België ·
Bosnië en Herzegovina · 
Bulgarije ·
Canada ·
Cyprus ·
Duitsland ·
Engeland ·
Estland ·
Faeröer ·
Filipijnen ·
Finland ·
Frankrijk ·
Georgië ·
Honduras ·
Hongarije ·
Ierland ·
IJsland ·
India ·
Irak ·
Iran ·
Israël ·
Italië ·
Japan · 
Jordanië ·
Kazachstan ·
Kirgizië · 
Koeweit · 
Kosovo · 
Kroatië · 
Letland ·
Liechtenstein ·
Litouwen ·
Luxemburg ·
Malta ·
Moldavië ·
Mongolië ·
Montenegro ·
Noord-Ierland ·
Noord-Macedonië ·
Noorwegen ·
Oekraïne ·
Oezbekistan ·
Oman ·
Oostenrijk ·
Palestina ·
Polen ·
Portugal ·
Qatar ·
Roemenië ·
Rusland ·
San Marino ·
Saoedi-Arabië ·
Servië ·
Servië en Montenegro ·
Singapore ·
Slovenië ·
Slowakije ·
Spanje ·
Tadzjikistan · 
Trinidad en Tobago · 
Tsjechië ·
Turkije · 
Turkmenistan · 
Verenigde Arabische Emiraten ·
Verenigde Staten ·
Wales ·
Wit-Rusland ·
Zwitserland ·
Zweden
FSGC · A-internationals · Bondscoaches · Statistieken · San Marino U21 · San Marino U19 · San Marino U18 · San Marino U17 · San Marino U16
1986 – 1989 · 1990 – 1999 · 2000 – 2009 · 2010 – 2019 · 2020 – 2029
2000 · 2001 · 2002 · 2003 · 2004 · 2005 · 2006 · 
Albanië · 
Andorra ·
Azerbeidzjan ·
België · 
Bosnië en Herzegovina · 
Bulgarije ·
Canada ·
Cyprus ·
Denemarken ·
Duitsland · 
Engeland · 
Estland · 
Faeröer · 
Finland · 
Gibraltar · 
Griekenland · 
Hongarije · 
Ierland · 
IJsland ·
Israël · 
Italië · 
Kaapverdië ·
Kazachstan ·
Kosovo ·
Kroatië · 
Letland · 
Libanon · 
Liechtenstein · 
Litouwen · 
Luxemburg ·
Malta ·
Moldavië ·
Montenegro ·
Nederland · 
Noord-Ierland · 
Noorwegen ·
Oekraïne ·
Oostenrijk · 
Polen · 
Roemenië · 
Rusland · 
Saint Kitts en Nevis ·
Saint Lucia ·
Schotland · 
Servië en Montenegro · 
Seychellen ·
Slovenië · 
Slowakije · 
Spanje · 
Syrië ·
Tsjechië · 
Turkije · 
Wales · 
Wit-Rusland · 
Zweden · 
Zwitserland
Nederland (2011)